# Q (James Bond)
Pour les articles homonymes, voir Q.
Q est un personnage fictif de la série James Bond créé par Ian Fleming. Il est le responsable de la section « Q », division recherche et développement du MI6 qui invente et fournit les célèbres gadgets de James Bond.

## Description
« Q » est un militaire grincheux, mais qui, selon le chef du service « M », demeure le plus grand expert au monde des armes de petits calibres. Dans la série, il aurait travaillé si longtemps dans la section « Q » qu'on aurait décidé de le surnommer ainsi.

## Histoire du personnage

### Geoffrey Boothroyd
Le maître-armurier major Boothroyd apparaît pour la première fois dans le sixième livre sur James Bond, Docteur No. Nommé ainsi par Ian Fleming d'après Geoffrey Boothroyd, un expert en armes à feu qui vivait à Glasgow et qui lui avait écrit, juste après la parution d'Espions, faites vos jeux, pour lui souligner que le Beretta .25 de Bond était « aussi inutile qu'un calibre de femme » et lui conseiller un Smith & Wesson .38 ou un Walther PPK.
Le major Boothroyd apparaît aussi parfois dans quelques-unes des suites de John Gardner.
Ses premières apparitions à l'écran sont dans James Bond 007 contre Dr No et Bons baisers de Russie, mais joués par deux acteurs différents. C'est d'ailleurs pour camoufler ce changement d'acteur que le major Boothroyd se changea en « Q ». Après Goldfinger, la dénomination « Q » semble en effet adoptée, sauf dans L'Espion qui m'aimait, en 1977, lorsque le major Amasova le nomme par politesse « commandant Boothroyd » (dans la version française). Dans L'Homme au pistolet d'or, « M » le nomme par son prénom ou son surnom Joe.

### Les différents Q
C'est le comédien Peter Burton qui l'incarne pour la première fois à l'écran dans James Bond 007 contre Dr No (1962). Il y remplace le Beretta de Bond par un Walther PPK qui deviendra un des emblèmes de la série.
Indisponible pour reprendre son rôle l'année suivante dans Bons baisers de Russie, Peter Burton laisse sa place à Desmond Llewelyn qui jouera (excepté dans Vivre et laisser mourir ) ce rôle dans tous les autres films « officiels » (EON) de James Bond jusqu'à sa mort en 1999. Dans sa dernière apparition (Le monde ne suffit pas) tournée peu avant sa mort, Q envisageait de se retirer et présentait à Bond son successeur : « R », interprété par John Cleese. Celui-ci le remplacera effectivement à la direction de la section Q dans Meurs un autre jour en 2002. Après deux films d'absence, Q revient sous les traits de l'acteur Ben Whishaw dans Skyfall.

## Inventions
Quelques-uns des gadgets les plus marquants de « Q » : 
- Aston Martin à siège éjectable (Goldfinger) (1964)
- Lotus Esprit Turbo submersible (L'Espion qui m'aimait) (1977)
- Stylo explosif (GoldenEye) (1995)
- Aston Martin invisible (Meurs un autre jour) (2002)

## Interprètes
Une version de « Q » apparaît dans les films « hors série EON » Casino Royale de 1967 et Jamais plus jamais ainsi que dans tous les films « officiels » (EON) de James Bond à l'exception de Vivre et laisser mourir et les deux premiers opus de l'ère Daniel Craig : Casino Royale et Quantum of Solace.
Films « officiels » d'EON Productions
Peter Burton
- 1962 : James Bond 007 contre Dr No

Desmond Llewelyn
- 1963 : Bons baisers de Russie
- 1964 : Goldfinger
- 1965 : Opération Tonnerre
- 1967 : On ne vit que deux fois
- 1969 : Au service secret de Sa Majesté
- 1971 : Les diamants sont éternels
- 1974 : L'Homme au pistolet d'or
- 1977 : L'Espion qui m'aimait
- 1979 : Moonraker
- 1981 : Rien que pour vos yeux
- 1983 : Octopussy
- 1985 : Dangereusement vôtre
- 1987 : Tuer n'est pas jouer
- 1989 : Permis de tuer
- 1995 : GoldenEye
- 1997 : Demain ne meurt jamais
- 1999 : Le monde ne suffit pas

John Cleese
- 1999 : Le monde ne suffit pas
- 2002 : Meurs un autre jour

Ben Whishaw
- 2012 : Skyfall
- 2015 : 007 Spectre
- 2021 : Mourir peut attendre

Films « hors-série »

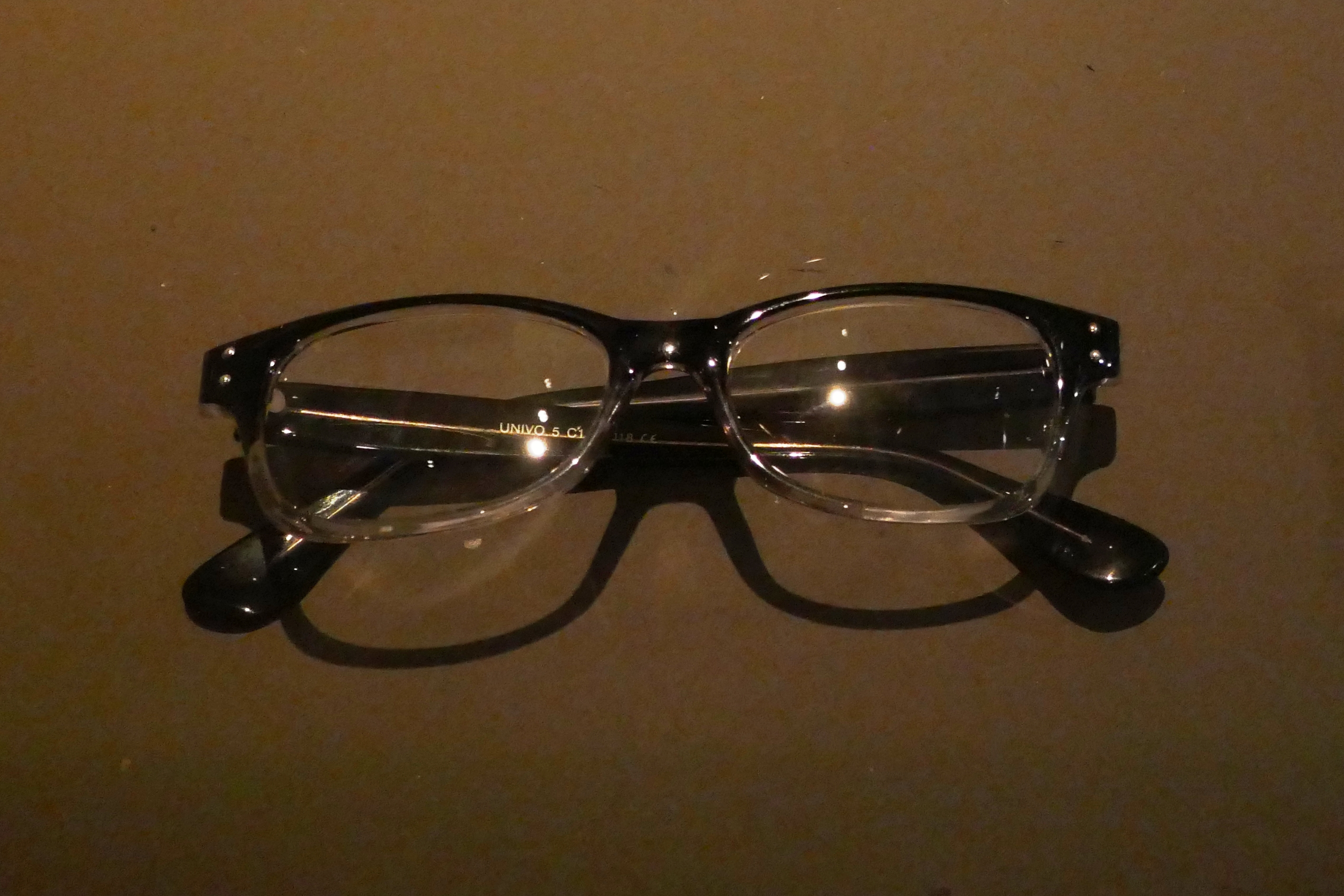
Les lunettes de Q, portées par Ben Whishaw dans 007 Spectre.

- 1967 : Casino Royale, joué par Geoffrey Bayldon
- 1983 : Jamais plus jamais sous le nom « Q » Algernon, incarné par Alec McCowen

## Particularités
- Le fonds In-Q-Tel, lancé par la CIA pour suivre de très près les entreprises travaillant sur des technologies sensibles, a été baptisé ainsi en l'honneur de « Q ».
- Outre les livres de Ian Fleming, le major Boothroyd est également mentionné dans les suites de John Gardner et de Raymond Benson. Gardner préfère se concentrer sur un nouveau personnage, l'assistante de Boothroyd, Ann Reilly (surnommée « Q'ute »). Elle est introduite dès le premier roman de l'auteur, Permis renouvelé. À la fin de l’ère Gardner, c'est elle qui prend la direction de la branche Q, succédant ainsi au major Boothroyd. James Bond a également diverses relations extra-professionnelles avec elle.
- Ian Fleming s'est inspiré d'un personnage réel, Charles Fraser-Smith (en), qu'il a rencontré durant la Seconde Guerre mondiale, quand tous les deux travaillaient pour le renseignement militaire. Fraser Smith était officiellement un fonctionnaire du ministère du Ravitaillement, mais travaillait en réalité pour la branche Q, section chargée de fournir les services secrets en gadgets (appareils photos miniatures, mini-boussoles, encre invisible, etc.). Il a notamment fabriqué le coffre tubulaire utilisé pour transporter le corps du major Martin au cours de l'« opération Chair-à-pâté »[2].